# Hyles chamyla
Hyles chamyla là một loài bướm đêm thuộc họ Sphingidae. Nó là loài duy nhất được tìm thấy ở Xinjiang in Trung Quốc.
Sải cánh dài 52–75 mm. It là một variable species. 
Ấu trùng có thể ăn Apocynum species.